# Bakonyi István (színművész)
Bakonyi István, Vavró István (Várpalota, 1840. augusztus 16. (keresztelés) – Budapest, Józsefváros, 1909. június 28.) színész, súgó.

## Életútja
Bakonyi (Vavró) János és Kovács Anna (Eszter) fia. Pályáját Gárdonyi Antalnál kezdte, 1860-ban. 1862–63-ban Hubay Gusztávnál szerepelt.  Ő alakította az első magyar daltársulatot Pesten, 1864-ben, a Komló-kertben, itt 1874-ig volt igazgató. 1875 és 1880 között a Népszínház, 1880. június 1-től 1909-ig Nemzeti Színház, 1902 és 1908 között az Operaház súgója volt. Elhunyt 1909. június 28-án éjjel 1 órakor, életének 69., házasságának 41. évében. Pócsmegyeren helyezték örök nyugalomra az ottani római katolikus temetőben.
Neje Balogh István és Magda Emília (Rozália) leánya, galanthai Balogh Etel, jónevű vidéki primadonna volt. 1848. november 19-én keresztelték Pesten, és 1868. február 17-én kötöttek házasságot a pest-józsefvárosi plébánián. Az 1870-es években Miklósy Gyula pesti színházánál működött és itt Offenbach operettjeinek címszerepeit énekelte, majd férjénél, a Beleznay- és Komló-kert társulatánál működött. Innen az Operához szerződtették, ahol 30 évi működés után. 1905. január 1-jén nyugalomba vonult.